# Aspidostemon apiculatus
Aspidostemon apiculatus är en lagerväxtart som beskrevs av Van der Werff. Aspidostemon apiculatus ingår i släktet Aspidostemon och familjen lagerväxter. Inga underarter finns listade i Catalogue of Life.